# Glory to the Brave
Glory to the Brave é o primeiro álbum de estúdio da banda sueca HammerFall, lançado em 1997.
Em 2005, Glory to the Brave foi ranqueado nº 295 na lista da revista Rock Hard dos 500 Maiores álbuns de Rock & Metal de Todos os Tempos. Em 2020, a revista Metal Hammer o elegeu como um dos 20 melhores álbuns de metal de 1997.

## Faixas
| N.º | Título                                   | Música                     | Duração |  |
| 1.  | "The Dragon Lies Bleeding"               | Strömblad / Cans           | 4:22    |  |
| 2.  | "The Metal Age"                          | Dronjak / Strömblad / Cans | 4:28    |  |
| 3.  | "Hammerfall"                             | Dronjak / Strömblad / Cans | 4:47    |  |
| 4.  | "I Believe"                              | Cans / Stålfors            | 4:53    |  |
| 5.  | "Child of the Damned" (cover de Warlord) | Tsamis                     | 3:42    |  |
| 6.  | "Steel Meets Steel"                      | Dronjak                    | 4:02    |  |
| 7.  | "Stone Cold"                             | Dronjak / Strömblad / Cans | 5:43    |  |
| 8.  | "Unchained"                              | Dronjak / Strömblad / Cans | 5:38    |  |
| 9.  | "Glory to the Brave"                     | Dronjak / Strömblad / Cans | 7:20    |  |

### Deluxe Edition
| N.º | Título                            | Música          | Duração |  |
| 10. | "Ravenlord" (cover de Stormwitch) | Harald Spangler | 3:31    |  |

## Formação
- Joacim Cans – vocal
- Glenn Ljungström – guitarra
- Oscar Dronjak – guitarra e vocais
- Fredrik Larsson – baixo e vocais
- Jesper Strömblad – bateria (creditado como baterista, mas não toca neste álbum)
- Patrik Räfling - bateria

## Desempenho nas paradas
| Parada musical (1997)                 | Melhor posição |
| ------------------------------------- | -------------- |
| Áustria (Ö3 Austria Top 40)           | 40             |
| Alemanha (Offizielle Deutsche Charts) | 38             |